# 345
345 (CCCXLV) var ett normalår som började en tisdag i den julianska kalendern.

## Födda
- Eunapios, grekisk filosof
- Rufinus av Aquileja, kyrkolärare och översättare